# Geodia sphaeroides
Geodia sphaeroides är en svampdjursart som först beskrevs av Kieschnick 1896.  Geodia sphaeroides ingår i släktet Geodia och familjen Geodiidae. Inga underarter finns listade i Catalogue of Life.